# 발신제한
《발신제한》은 2021년에 공개된 대한민국의 스릴러 영화이다.
차에 폭탄이 설치되어있다는 발신제한 전화를 주인공은 처음에는 이를 장난으로 여긴다. 그러나 시간이 지나면서 장난이 아닌 현실임을 알게되고, 주인공은 시한폭탄이 실린 차로 도심을 달리게 된다.
배우 조우진이 주인공 이성규 역을 맡았는데, 조우진의 데뷔 22년 만의 첫 단독 주연 영화이다. 개봉 첫 날인 24일 55,000명의 관객을 모으며 박스오피스 1위에 올랐다.

## 캐스팅
- 조우진 : 이성규 역 - 은행센터장, 연수의 남편, 혜인과민준의 아버지
- 이재인 : 이혜인 역 - 성규와 연수의 딸
- 지창욱 : 진우 역
- 진경 : 반 팀장 역 - 부산지방경찰청 경찰특공대 폭발물처리팀장
- 류승수 : 배기남 총경 역 - 부산해운대경찰서장
- 김지호 : 박연수 역 - 성규의 아내, 혜인의 어머니
- 김태율 : 이민준 역 - 성규과 연수의 아들
- 전석호 : 정호 역 - 은행부지점장
- 정애연 : 정호의 아내
- 정인기 : 부행장 역
- 이설 : 은영 역
- 남명렬 : 장호섬유 사장 역